# Die merkwürdige Zähmung der Gangsterbraut Sugarpuss
Die merkwürdige Zähmung der Gangsterbraut Sugarpuss, auch bekannt als Wirbelwind der Liebe (Originaltitel: Ball of Fire), ist eine US-amerikanische Screwball-Komödie von Howard Hawks aus dem Jahr 1941 mit Gary Cooper und Barbara Stanwyck in den Hauptrollen. Als Vorlage diente eine Geschichte von Thomas Monroe und Billy Wilder, der auch am Drehbuch beteiligt war.

## Handlung
Eine Gruppe von Professoren lebt seit Jahren abgeschieden von der Außenwelt in einem Haus in New York, wo sie an einer Enzyklopädie über das menschliche Wissen arbeiten und bereits bis zum Buchstaben „S“ gekommen sind. Der Jüngste unter ihnen, Professor Bertram Potts, ist Sprachwissenschaftler und arbeitet derzeit an einem Artikel zum Slang. Eine zufällige Begegnung der Professoren mit einem Müllmann, dessen lockere Redensart sie kaum verstehen können, macht Potts bewusst, dass sich der örtliche Slang inzwischen sehr verändert hat. Um neues Material zu sammeln, begibt sich Bertram auf eine Erkundungstour durch die Stadt. In einem Nachtclub wird der Professor auf das sehr umgangssprachliche Vokabular der Varietétänzerin Katherine „Sugarpuss“ O’Shea aufmerksam.
Zunächst ist Sugarpuss nicht gewillt, Bertram bei seinen Recherchen zu unterstützen und ihm Slangwörter zu erklären. Doch als sie sich vor der Polizei verstecken muss, die sie nach ihrem Freund, Gangsterboss Joe Lilac, befragen will, quartiert sie sich im Haus von Bertram und seiner sieben Kollegen ein. Mit ihrer unkonventionellen Art und ihrer Unbekümmertheit gewinnt sie die Gelehrten schnell für sich. Auch sie ist von den etwas weltfremden Herren zunehmend angetan und will mehr Schwung in ihr Leben bringen. Sie lehrt sie den Congatanz und zeigt Bertram, was der Ausdruck „yum yum“ (dt.: „lecker“) bedeutet, indem sie ihn küsst. Gar nicht angetan von der Situation ist die strenge Haushälterin Miss Bragg, die mehrfach mit ihrer Kündigung droht. Auch Potts fürchtet zunächst, dass unter der Anwesenheit von Sugarpuss die Arbeit an der Enzyklopädie leiden könnte.
Unterdessen will Joe seine Geliebte Sugerpuss heiraten, aber nur, damit sie als seine Ehefrau vor Gericht nicht gegen ihn aussagen muss. Der schüchterne Bertram fasst sich ein Herz und macht Sugerpuss einen Heiratsantrag, den sie nicht direkt bejaht, aber auch nicht ablehnt. Sie hat Schuldgefühle und weiß nicht, wen sie heiraten soll. Bertram und die Professoren wollen mit ihr nach New Jersey fahren, wo ihr Vater angeblich lebt, damit sie dort heiraten können. Tatsächlich wartet dort aber Joe Lilac mit seiner Bande. Joe und seine Kumpane bringen Sugarpuss in ihre Gewalt, Bertram fühlt sich von ihr betrogen. Von der Presse werden die Professoren in den Gangsterskandal hineingezogen, weshalb Miss Totten, die Verlegerin und Geldgeberin der Enzyklopädie, das Projekt nach neun Jahren Arbeit einstellen lassen will.
Sugerpuss ist sich ihrer Liebe zu Bertram nun sicher und will Joe nicht mehr heiraten, weshalb dieser zu erpresserischen Mitteln greift: Duke und Asthma, zwei von Joes Handlangern, sollen die Professoren mit Waffengewalt so lange festhalten, bis die Heirat vollzogen ist. Bertram schließt daraus, dass Sugarpuss ihn doch liebt. Indem die Professoren sich über weltgeschichtliche Anekdoten verständigen und naturwissenschaftliches Wissen anwenden, können sie sich aus der Hand der Gangster befreien. Kurz vor der Eheschließung platzen sie in die Hochzeitszeremonie. Bertram gelingt es in einem Faustkampf, Joe niederzustrecken, der wenig später mit seiner Bande verhaftet wird. Miss Totten, die alles miterlebt hat, will nun doch zu ihren Professoren halten. Als Sugarpuss daran zweifelt, ob sie gut genug für Bertram sei, überzeugt dieser sie mit einer enthusiastischen Auslegung von „yum yum“.

## Hintergrund
Die Handlung basiert zum Teil auf dem deutschen Märchen Schneewittchen, wobei die einzelnen Charakterisierungen der Professoren auf den sieben Zwergen in Walt Disneys Trickfilmadaption Schneewittchen und die sieben Zwerge (1937) beruhen. Für die Filmbauten war Perry Ferguson zuständig. Die Kostüme entwarf Edith Head.
Die merkwürdige Zähmung der Gangsterbraut Sugarpuss wurde am 2. Dezember 1941 in den Vereinigten Staaten uraufgeführt und erwies sich als großer Erfolg an den Kinokassen. In Deutschland wurde der Film erstmals am 24. Mai 1976 im Fernsehen gezeigt.
Regisseur Howard Hawks verfilmte das Drehbuch 1948 erneut unter dem Titel Die tollkühne Rettung der Gangsterbraut Honey Swanson.

## Auszeichnungen
Der Film war bei der Oscarverleihung 1942 in vier Kategorien nominiert: Beste Hauptdarstellerin (Barbara Stanwyck), Beste Originalgeschichte (Thomas Monroe, Billy Wilder), Beste Filmmusik (Alfred Newman) und Bester Ton (Thomas T. Moulton). Die Nominierten konnten sich jedoch nicht gegen die Konkurrenz durchsetzen. Im Jahr 2016 wurde der Film in das National Film Registry aufgenommen.

## Kritiken
„Mitunter atemlos rasant inszenierte und gespielte Screwball-Komödie mit gut aufgelegten Darstellern“, befand das Lexikon des internationalen Films. Die Komödie sei zwar mitunter „in der Nähe zum Klamauk, aber stets amüsante Unterhaltung“. Cinema bezeichnete den Film als „Screwball-Klassiker mit tollen Dialogen“.
Bosley Crowther von der New York Times meinte seinerzeit, dass Gary Cooper bisweilen „ein wenig wackelig“ in seiner Rolle sei, aber dennoch eine „einfach gestrickte Vorstellung“ abliefere, „wie nur er sie abliefern kann“. Barbara Stanwyck sei „absolut köstlich in ihrer Rolle der weltgewandten Verführerin“. Crowther lobte zudem die Produktion, sie sei „exzellent“, und die Regie von Howard Hawks, der „das Ganze für fast zwei Stunden mit dem richtigen Tempo“ in Gang gehalten habe.
Variety konstatierte, dass der Film auf nur „einem einfachen Gag“ aufgebaut sei. Die „lustige Ausgangssituation“ sei jedoch „ausreichend, um einige Lacher bereitzustellen“, für die auch der „Slang wie aus der Pistole“ innerhalb der Dialoge sorge. Die Besetzung sei „so treffend und perfekt“, dass „jeder Charakter zur Karikatur seiner selbst“ werde.

## Deutsche Fassung
Eine erste deutsche Synchronfassung entstand 1973 für das ZDF bei der Berliner Synchron nach dem Dialogbuch von Franz-Otto Krüger, der auch die Synchronregie übernahm. Im Jahr 1982 wurde der Film für die ARD von der Berliner Synchron neu synchronisiert, Regie führte dabei Dietmar Behnke nach dem Dialogbuch von Lutz Arenz.
| Rolle                   | Darsteller       | Synchronsprecher 1973   | Synchronsprecher 1982   |
| ----------------------- | ---------------- | ----------------------- | ----------------------- |
| Prof. Bertram Potts     | Gary Cooper      | Lothar Blumhagen        | Hartmut Reck            |
| Sugarpuss O’Shea        | Barbara Stanwyck | Beate Hasenau           | Gisela Fritsch          |
| Prof. Gurkakoff         | Oskar Homolka    | Holger Kepich           | Horst Schön             |
| Prof. Jerome            | Henry Travers    | Erich Fiedler           | Toni Herbert            |
| Prof. Magenbruch        | S. Z. Sakall     | Gerd Duwner             | Wolfgang Völz           |
| Prof. Robinson          | Tully Marshall   | Ernst Wilhelm Borchert  | Eric Vaessen            |
| Prof. Quintana          | Leonid Kinskey   | Horst Gentzen           | Friedrich G. Beckhaus   |
| Prof. Oddly             | Richard Haydn    | Friedrich W. Bauschulte | Friedrich W. Bauschulte |
| Prof. Peagram           | Aubrey Mather    | Paul Esser              | Hans W. Hamacher        |
| Joe Lilac               | Dana Andrews     | Christian Brückner      |                         |
| Duke Pastrami           | Dan Duryea       | Peter Thom              | Ulrich Gressieker       |
| Asthma Anderson         | Ralph Peters     | Wolfgang Völz           | Karl Schulz             |
| Haushälterin Miss Bragg | Kathleen Howard  | Gudrun Genest           | Christine Gerlach       |
| Miss Totten             | Mary Field       | Eva Katharina Schultz   | Eva-Maria Werth         |
| Larsen                  | Charles Lane     | Harry Wüstenhagen       | Peter Matić             |
| Anwalt McNeary          | Charles Arnt     |                         | Christian Rode          |